# Хризостом (Мартішкін)
Митрополит Хризостом (в миру Георгій Федорович Мартішкін; 3 травня 1934 село Казинка, Горлівський район, Рязанська область — 6 січня 2025, Вільнюс, Литва) — єпископ Російської Православної Церкви на спокої, митрополит Віленський і Литовський.

## Життєпис
Народився у селянській родині. Закінчив семирічну школу, потім працював у колгоспі. У 1951—1961 працював реставратором пам'яток архітектури.
Чотири з половиною роки служив старшим іподияконом у митрополита Никодима Ротова, відповідав за порядок архієрейської служби, і, як згадував потім, «отримував задоволення від того, що все відбувалося правильно». Відзначав великий вплив на себе митрополита Никодима.
12 вересня 1964 висвячений в сан диякона.
У 1965 закінчив Московську духовну семінарію і вступив до Московської духовної академії.
Навесні 1966 у складі паломницької групи здійснив подорож по святих місцях Сирії, Йорданії, Ізраїлю, Греції та Болгарії.

### Священик
31 жовтня 1966 у Троїце-Сергієвій лаврі пострижений у чернецтво з ім'ям Хризостом на честь святителя Івана Золотоустого, архієпископа Константинопольського.
4 листопада 1966 висвячений у сан ієромонаха митрополитом Никодимом Ротовим.
З 1 березня 1968 служив у храмі преподобного Пимена Великого у Москві.
У 1969 закінчив Московську духовну академію із заочного сектору.
З 1 грудня 1969 року служив у Храмі на честь Всіх Святих у Москві.
15 липня 1971 був призначений завідувачем канцелярією Відділу зовнішніх церковних зв'язків Московського Патріархату.
2 серпня 1971 возведений у сан архімандрита.
З 30 вересня по 3 жовтня 1971 у складі делегації Російської Православної Церкви брав участь у роботі IV Всехристиянського Мирного Конгресу у Празі.
21 березня 1972 постановою Священного Синоду призначено бути єпископом Зарайський, вікарієм Московської єпархії і заступником голови Відділу зовнішніх церковних зв'язків (ВЗЦЗ).

### Єпископ Зарайський
23 квітня 1972 року в Хрестовому храмі на честь Благовіщення Пресвятої Богородиці в Московській резиденції голови ВЗЦЗ хіротонізований на єпископа Зарайського, вікарія Московської єпархії. Хіротонію здійснювали: митрополит Ленінградський Никодим (Ротов), архієпископ Дмитровський Філарет (Вахромєєв) і архієпископ Тульський Ювеналій (Поярков).
Із 28 квітня по 25 травня 1972 в числі осіб, що супроводжували Патріарха Пимена, відвідав Помісні Православні Церкви країн Близького Сходу і Болгарії.
З 31 жовтня по 10 листопада 1973 у складі делегації Союзу Радянських товариств дружби із зарубіжними країнами та товариства «СРСР — Кіпр» відвідав острів Кіпр.
З 9 по 23 грудня того ж року з групою паломників Російської православної церкви здійснив поїздку до стародавніх загальнохристиянським святинь Італії.
З 17 по 23 січня 1974 супроводжував Патріарха Пимена в його подорожі по Ефіопії, а з 21 квітня по 30 квітня того ж року з делегацією Російської православної церкви відвідав Японію.

### Архієпископ Курський і Рильський
З 3 вересня 1974 — єпископ Курський і Білгородський.
З 24 по 31 березня 1975 в складі делегації Російської православної церкви (РПЦ) відвідав Сирію.
З 26 жовтня по 1 листопада 1976 на чолі делегації РПЦ побував у Японії, а з 2 по 5 листопада 1976 — в Філіппінах.
11 червня 1977 призначений членом делегації РПЦ для участі в інтронізації нового Патріарха Румунського.
З 2 вересня 1977 року возведений у сан архієпископа.
З 12 по 19 жовтня 1977 спільно з Патріархом Пименом здійснив офіційний візит Патріарху Константинопольському Димитрію.
23—25 грудня 1977 у складі делегації РПЦ на чолі з Патріархом Пименом брав участь в інтронізації Католікоса-Патріарха всієї Грузії Ілії II.
20 червня 1979 включений до складу делегації для участі в похованні Патріарха Антіохійського Іллі IV і в інтронізації Патріарха Ігнатія.
30 вересня 1980 призначений членом делегації Московського Патріархату для участі у з'їзді духовенства і мирян Патріарших парафій у США, що проходив з 17 по 25 листопада.
23 грудня 1980 призначений членом Комісії з організації святкування 1000-річчя Хрещення Русі.
З 27 січня по 3 лютого 1981 очолив делегацію у поїздці в Норвегію на запрошення Товариства дружби «Норвегія-СРСР».
13 серпня 1981 звільнений з посади заступника голови ВЗЦЗ за власним бажанням.
У 1970-ті—1980-ті роки постійно конфліктував з уповноваженими Ради у справах релігій, вважався «неблагонадійним». Висвячував священиків із випускників світських вищих навчальних закладів, а також євреїв, що викликало різке невдоволення влади. Так, саме він висвятив на священика відомого дисидента Юрія Едельштейна.

### Архієпископ Іркутський і Читинський
З 26 грудня 1984 — архієпископ Іркутський і Читинський з дорученням тимчасового управління Хабаровської єпархією.
Його переміщення з Курська в Іркутськ було, фактично, засланням. Під час цього служіння зміг підняти авторитет православ'я в Сибіру, знаходив порозуміння як з російськими націоналістами, так і з ліберальними дисидентами.
27 травня 1988 визначенням Священного Синоду звільнений від тимчасового управління Хабаровською єпархією у зв'язку з призначенням туди постійного архієрея.

### Митрополит Віленський і Литовський
З 26 січня 1990 — архієпископ Віленський і Литовський.
У 1990 активно підтримав рух за незалежність Литви. Певний час був членом ради сейму руху «Саюдіс», вийшов з нього після того, як рух почав трансформуватися в політичну партію. Різко засудив дії союзної влади під час драматичних подій у Вільнюсі в січні 1991 року. За свою позицію нагороджений медаллю «В пам'ять 13 січня» (державною нагородою Литви). Патріотична діяльність владики Хризостома і підтримка незалежності викликала різке несприйняття частини віруючих, які вимагали від Патріархії його звільнення. Пізніше владика згадував:

Меня тогда не приняли крикуны, которые защищали советскую власть. Да, я присутствовал на заседаниях Верховного Совета вместе с протестантским архиепископом. Мои недруги назвали меня «саюдистом». Их не интересовало, что я там говорю, каковы мои убеждения. Меня огульно обвинили в измене русской нации, «пролитовской позиции». А я лишь был солидарен с народом, желавшим обрести независимость.
(Мене тоді не прийняли крикуни, які захищали радянську владу. Так, я був присутній на засіданнях Верховної Ради разом з протестантським архієпископом. Мої недруги назвали мене «саюдістом». Їх не цікавило, що я там говорю, які мої переконання. Мене огульно звинуватили в зраді російської нації, «пролитовській позиції». А я лише був солідарний з народом, що бажав здобути незалежність.)

Політична позиція, зайнята архієпископом Хризостомом під час подій 1990—1991 років, справила позитивний вплив на долю православ'я в незалежній Литві. Згідно з Конституцією Литви православ'я увійшло в список із дев'яти традиційних для країни релігійних конфесій, що володіють широкими юридичними правами, в тому числі правом на отримання з бюджету матеріальних засобів для будівництва храмів та на інші релігійні потреби. За Законом про повернення власності єпархія отримала частину нерухомості, якою вона володіла до 1940, зокрема, п'ять житлових багатоповерхових будинків в Вільнюсі, кілька церковних будівель у провінції, а також житлові споруди, що належали окремим парафіям. Православним були передані Олександро-Невська і Катерининська церкви у Вільнюсі, за рахунок держави відновлена найдавніша вільнюська П'ятницька церква, закладена в XIV столітті. У школах з російською мовою викладання православні вчителі-катехити викладають «Основи релігії».
25 лютого 2000 в Богоявленському соборі в Москві возведений у сан митрополита патріархом Алексієм II.
Під керуванням Хризостома у єпархії були зведені нові православні храми, відкрито десять парафіяльних недільних шкіл, установу єпархіального Православного братства Литви і видано кілька книг, які розкривають історію православ'я в Литві. Проводиться активна робота з молоддю: літні православні табори, паломництва до святих місць, фестивалі молодіжних творчих колективів. Разом з тим, за словами протодиякона Андрія Кураєва, митрополит Хризостом «православним говорив прямим текстом: православ'ю тут не місце, це не наша земля, ми тут гості».
Має репутацію одного з найбільш ліберальних архієреїв Російської православної церкви. Вважає, що питання богослужбової мови і календарного стилю, які «не мають догматичного значення», часто стають каменем спотикання, в результаті чого «ми перетворилися на фарисеїв, гірших, ніж ті, що були за життя Христа».
24 грудня 2010 рішенням Священного синоду зачислений на спокій у зв'язку зі станом здоров'я.
Не увійшов до нового складу Міжсоборної присутності, затверджений 23 жовтня 2014 рішенням Священного синоду РПЦ.

## Відносини з КДБ
Єдиний архієрей РПЦ, який у 1992 публічно визнав факт співпраці з КДБ (в 1972—1990 під псевдонімом «Реставратор»). Пояснював це своє рішення необхідністю захисту інтересів церкви: «Якщо я щось і робив, працюючи з ними, то виключно в стратегічних цілях, рятуючи церкву». Крім того, зі своїми зв'язками в центральному апараті КДБ, він міг не боятися інтриг з боку регіональних чекістів під час служіння в Курську і Іркутську. За словами владики Хризостома, як один з керівників ВЗЦЗ він надавав «органам» інформацію зовнішньополітичного характеру. Так, після відвідин Ефіопії у 1974, він на підставі спілкування з місцевими релігійними діячами прийшов до висновку про слабкість монархічного режиму і ймовірність революції в цій країні (яка незабаром і справді відбулася). Припинив співпрацю з КДБ після переїзду в Вільнюс.
На Архієрейському соборі в 1992 він виступив з пропозицією створити церковну комісію з розслідування контактів священиків зі спецслужбами, запропонував офіційно від імені Російської православної церкви запросити відповідні документи з Луб'янки, щоби поставити в цьому болючому питанні крапку.
У 2002 ще раз підкреслив, що не використовував свої зв'язки з КДБ на шкоду Церкви і віруючих:

Что касается меня, то я входил в контакт с КГБ, но не был стукачом. Например, я, как епископ, получал согласие КГБ на назначение на приход священников. Я доказывал «сотрудникам» правоту своих действий и не пел те песни, которых они от меня ждали: про справедливость строя и мудрость правителей.
(Що стосується мене, то я входив в контакт з КДБ, але не був стукачем. Наприклад, я, як єпископ, отримував згоду КДБ на призначення на парафії священиків. Я доводив «співробітникам» правоту своїх дій і не співав тих пісень, яких вони від мене очікували: про справедливість ладу і мудрість правителів).

## Нагороди
- Орден святого рівноапостольного великого князя Володимира II ступеня (квітень 1976, у зв'язку з 30-річчям Відділу ВРЦ)
- Орден преподобного Сергія Радонезького II ступеня (12 березня 1979[11])
- Орден святого благовірного князя Данила Московського II ступеня
- Орден святителя Інокентія, митрополита Московського і Коломенського, II ступеня
- Орден преподобного Андрія Рубльова II ступеня
- Орден святителя Алексія, митрополита Московського, II ступеня (2014 року, у зв'язку з 80-річчям від дня народження)[12]

## Твори
- Речь при наречении во епископа Зарайского 22 апреля 1972 г. // ЖМП. 1972, № 6, с. 14-16.
- Доклад архиепископа Иркутского и Читинского Хризостома на Поместном соборе // «Поместный Собор РПЦ 6-9 июня 1988 г. — материалы», 1990, стр. 395—398.